# Popasna
Popasna (em ucraniano:  Попасна, em russo:  Попасная) é uma cidade da Ucrânia, situada no Oblast de Lugansk. Tem 29 km² de área e sua população em 2020 foi estimada em 19.984 habitantes. Durante a Segunda Guerra Mundial os nazistas administraram uma prisão no local. Atualmente está sob controle das forças separatistas da República Popular de Lugansk e das forças russas.